# Ccorca
Ccorca is een van de acht districten van de provincie Cuzco in Peru. Het district is ingesteld per 14 januari 1942 en had 2200 inwoners in 2005.

## Bestuurlijke indeling
Het district is onderdeel van de provincie Cuzco in de gelijknamige regio van Peru.